# Mixtec (jezična porodica)
Mixtecan je porodica indijanskih jezika i plemena iz meksičke države Oaxace, i susjednih predjela Pueble i Guerrera. Porodica obuhvaća jezike i plemena Indijanaca Cuicatec, Mixtec i Trique. Danas se vodi kao dio Velike porodice Oto-Manguean.

## Popis mikstečkih jezika
- Mixtec jezici

## Vanjske poveznice
- Ethnologue (14th)
- Ethnologue (15th)
- Mixtecan  Arhivirana inačica izvorne stranice od 17. studenoga 2012. (Wayback Machine)